# Bzybský hřbet
Bzybský hřbet (abchazsky: Bzyҧtәi ashkhaӡқәа, rusky Бзыбский хребет) je pohoří v Západním Kavkaze v Abcházii.

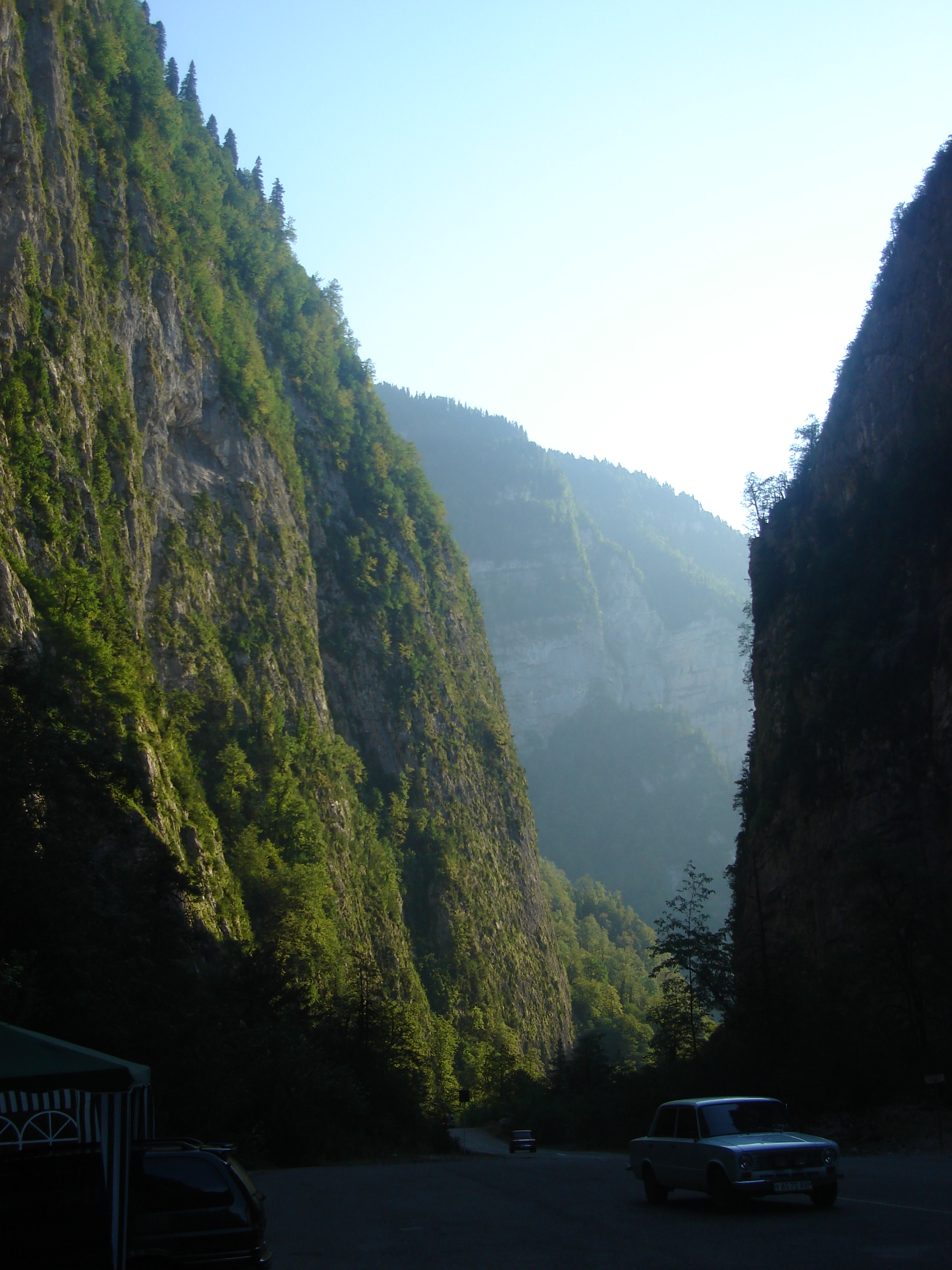
Populární turistické místo, kde se Bzybský hřbet stýká s Gagrským hřbetem.

Hřbet vybíhá na jih od Hlavního předělového hřebene, jeho východní částí je Abchazský hřbet. Na severu a severozápadě je ohraničen údolím řeky Bzyb. Délka pohoří je asi 100 km, jednotlivé vrcholy přesahují 2500 m n. m. Mírnější jižní svahy jsou rozčleněné údolími řek Chipsta, Gumista, Kelasuri a dalšími menšími říčkami.
Bzybský hřbet je tvořen zejména vápencem, velmi rozšířené jsou zde krasové oblasti. Na svazích rostou husté listnaté lesy, ve vyšších výškách se rozkládají alpské louky.
Nejvyšším vrcholem je hora Himsa (3 033 m), druhým nejvyšším je hora Dzyšra (2 623 m). Je zde řada roklí a jeskyní, včetně známé Sněžné jeskyně, která je čtvrtá nejhlubší jeskyně na světě. Je zde jedna z nejhlubších propastí na světě - Propast Vjančeslava Panťuchina.
Pod Bzybským hřbetem na pobřeží Černého moře se nachází Suchumi.